# 이치하사마정
이치하사마정(一迫町)은 미야기현 북서부에 위치했던 마을이다. 2005년 4월 1일에 구리하라군 전체가 합병해, 구리하라시의 일부가 되었다.

## 역사
동사무소 근처의 산노우위 유적에서는, 죠몬 시대부터 야요이 시대에 걸친 토기·매장물이 많이 발견되고 있다.또, 19년 역에는 마을 서부, 현재의 우시부치 공원 주변이 옛 싸움터가 되었다.전국시대에는 오사키씨가 지배했다.그 멸망 후에는 기무라 요시키요, 이어 다테 마사무네의 영지가 되었고, 에도시대에는 센다이 번의 지배를 받았다.오주의 요충지 중 하나이기도 하다.
- 1889년 4월 1일 - 정촌제 실시와 함께 구리하라군 이치하사마촌이 성립하였다.
- 1923년 4월 10일 - 정으로 승격하였다.
- 1955년 4월 1일 - 가네다촌, 나가사키촌 및 히메마쓰촌이 일부를 합병해 새로운 이치하사마정이 되었다.
- 2005년 4월 1일 - 구리하라군 우치젠마치촌이 합병해 구리하라시가 되었다.

## 교통

### 철도
- 동일본 여객철도
  - 리쿠우토선

### 도로
- 도호쿠 자동차도
- 국도 398호선
- 국도 457호선